# Phalium bandatum
Espèce
Phalium bandatum est une espèce de mollusque gastéropode marin appartenant à la famille des Cassidae.

## Description
- Répartition : ouest du Pacifique.
- Longueur : 14 cm.